# 밥 유커
밥 유커(영어: Bob Uecker, 1934년 1월 26일~2025년 1월 16일)는 미국의 야구 선수, 스포츠 방송 진행자이다.

## 영화
- 메이저 리그 3(1998년)
- 머나먼 여정 2(1996년)
- 메이저 리그 2(1994년)
- 메이저 리그(1989년) - 해리 도일 역